# Neusticurus bicarinatus
Espèce
Synonymes
- Lacerta bicarinata Linnaeus, 1758

Neusticurus bicarinatus est une espèce de sauriens de la famille des Gymnophthalmidae.

## Répartition
Cette espèce se rencontre au Venezuela, au Guyana, au Suriname, en Guyane et au Brésil en Amapá, au Pará, au Maranhão, en Amazonas et au Rondônia.

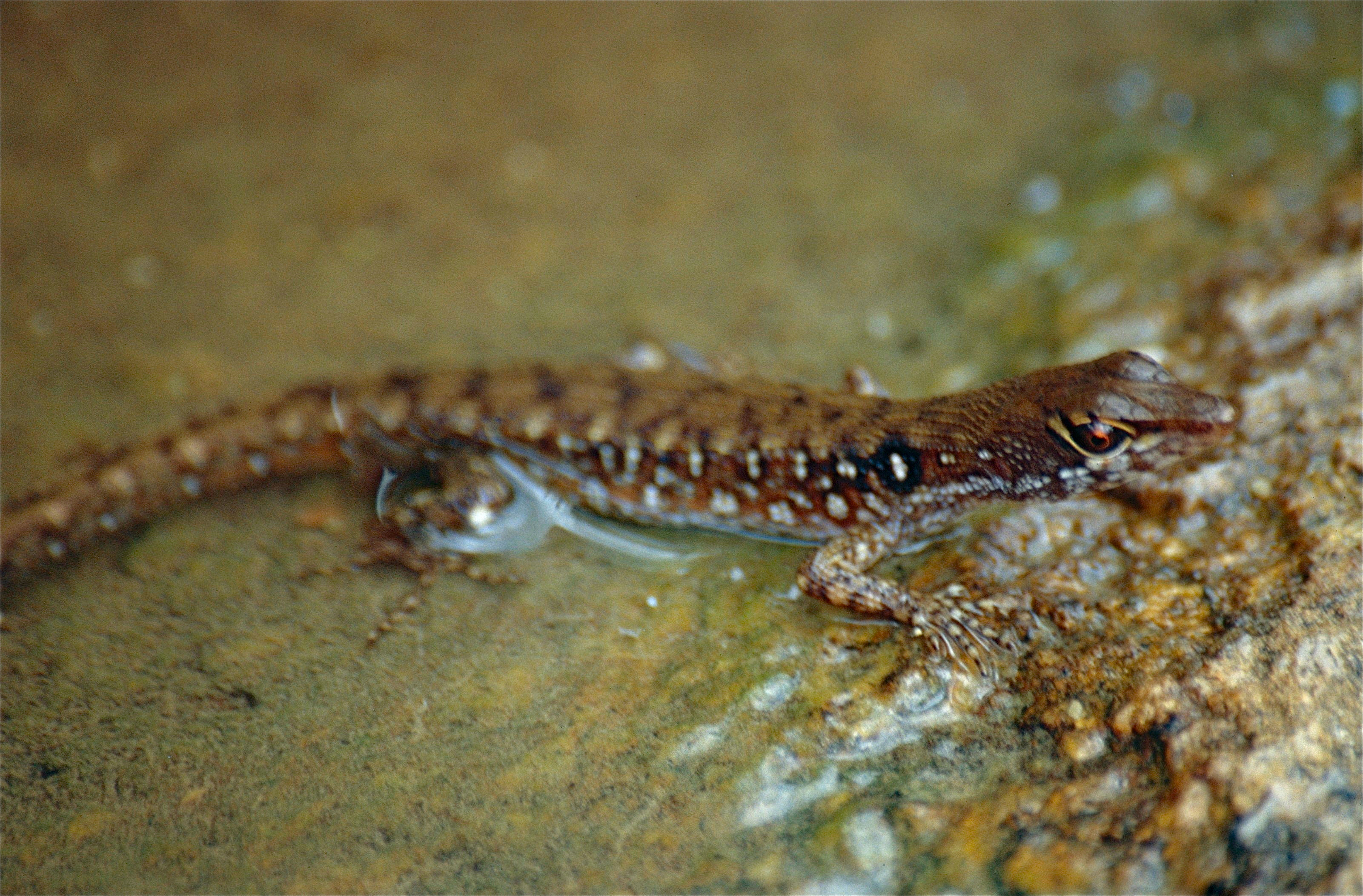

## Publication originale
- Linnaeus, 1758 : Systema naturae per regna tria naturae, secundum classes, ordines, genera, species, cum characteribus, differentiis, synonymis, locis, ed. 10 (texte intégral).